# Tetraloniella balluca
Tetraloniella balluca är en biart som beskrevs av Laberge 2001. Tetraloniella balluca ingår i släktet Tetraloniella och familjen långtungebin. Inga underarter finns listade i Catalogue of Life.